# Phyllomacromia nigeriensis
Phyllomacromia nigeriensis – gatunek ważki z rodziny Macromiidae.